# Cour d'honneur

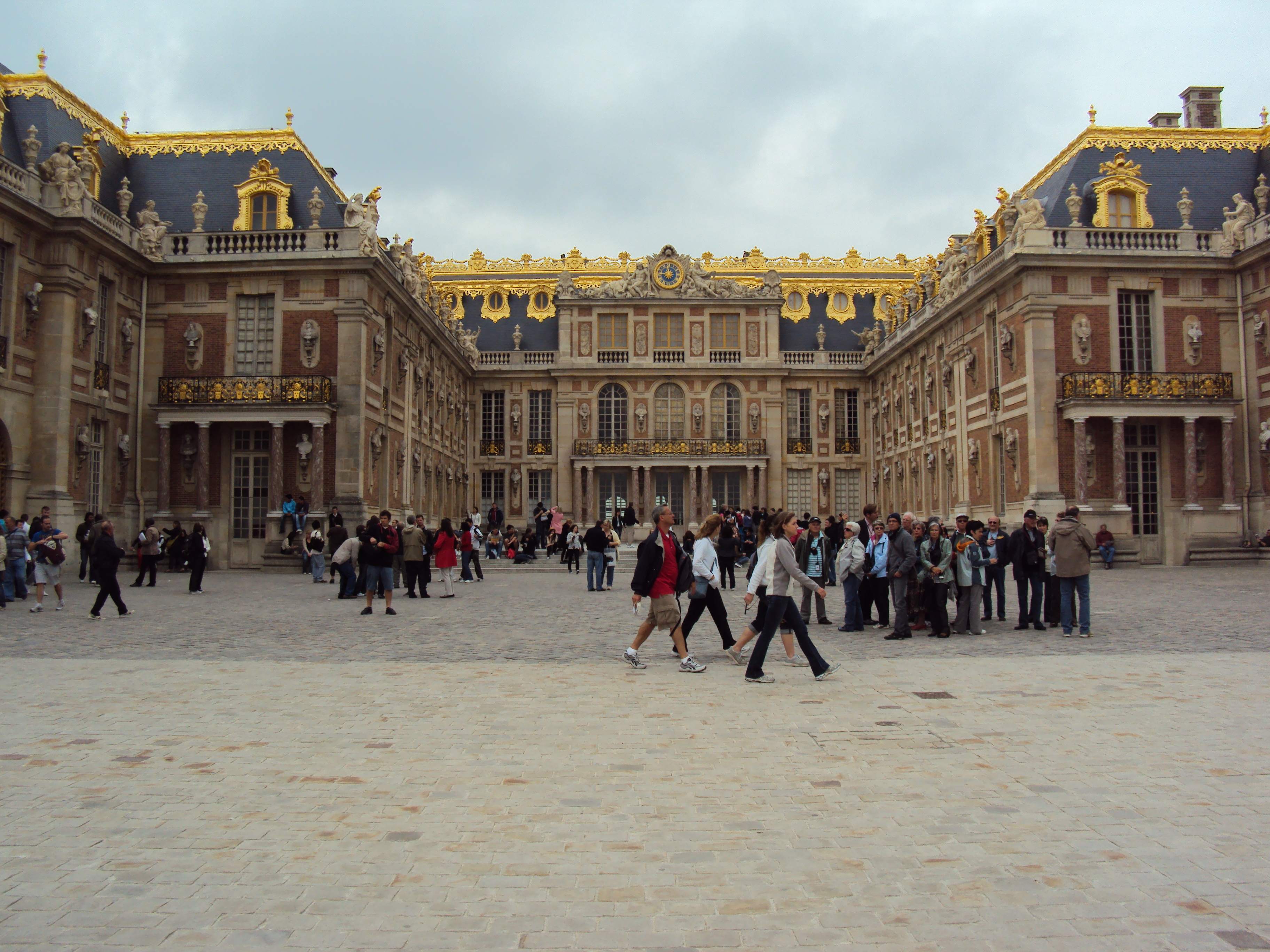
Cour d'honneur vid slottet i Versailles.

Cour d'honneur (franska för hedersgård) betecknar en helt eller delvis kringbyggd gård, praktfullt ordnad uppfartsgård framför huvudbyggnaden.